# Carnation (Washington)
Pour les articles homonymes, voir Carnation.
Carnation est une ville américaine située dans le comté de King, dans l'État de Washington. Selon le recensement de 2020, sa population est de 2 158 habitants.